# Nacida para ganar
Nacida para ganar es una película de comedia estrenada el 6 de mayo de 2016, dirigida por Vicente Villanueva y protagonizada por Alexandra Jiménez, Cristina Castaño y Victoria Abril.

## Argumento
La vida para Encarna (Alexandra Jiménez) parece llevar anclada en el mismo sitio desde su adolescencia. Lleva viviendo en la misma ciudad de siempre, Móstoles, con el mismo trabajo en una colchonería, el mismo novio, y pocas perspectivas de que la cosa pueda cambiar. Al reencontrarse con María Dolores (Cristina Castaño), su inseparable amiga en el instituto, su vida da un vuelco. Le propone entrar en un negocio, liderado por Victoria Abril, revolucionario de venta multinivel que le hará rica en muy poco tiempo y la convertirá en la persona que siempre ha querido ser.

## Reparto
- Alexandra Jiménez como Encarna.
- Cristina Castaño como María Dolores.
- Victoria Abril como Victoria Abril.
- Trinidad Iglesias como Brigi.
- Susi Bodega como Susi.
- Luisi Bodega como Luisi.
- Vicky Bodega como Vicky.
- Ana María Ayala como Aurori.
- Luisber Santiago como Paquitín.
- José Manuel Cervino como Ginés.
- Marta Belenguer como Nieves.
- Antonio Hidalgo como él mismo.
- Millán Salcedo como él mismo.